# Limoneta
Limoneta is een geslacht van spinnen uit de familie hangmatspinnen (Linyphiidae).

## Soorten
De volgende soorten zijn bij het geslacht ingedeeld:
- Limoneta graminicola Bosmans & Jocqué, 1983
- Limoneta sirimoni (Bosmans, 1979)